# Maurice Guinard
Maurice Guinard, né Jean Baptiste Guinard né le 19 novembre 1902 à Paris et mort le 9 décembre 1985 à Maisons-Laffitte, est un lutteur libre français. 
Il est membre de l'équipe de France de lutte engagée aux Jeux olympiques d'été de 1924 ; il est éliminé au premier tour en catégorie poids plume par le Finlandais Eetu Huupponen.